# Oricia Domínguez
Oricia del Carmen Domínguez Dos Santos (sinh ngày 28 tháng 2 năm 1994) là một người mẫu, nhà tạo mẫu và là người đẹp người Venezuela gốc Bồ Đào Nha. Cô là người chiến thắng cuộc thi Hoa hậu Hoàn vũ Bồ Đào Nha 2021 và đại diện cho Bồ Đào Nha tại cuộc thi Hoa hậu Hoàn vũ 2021 được tổ chức tại Eilat, Israel.

## Tiểu sử
Domínguez sinh ra và lớn lên ở Caracas, Venezuela. Cô là người gốc Bồ Đào Nha và Tây Ban Nha.
Năm 2019, cô chuyển đến Tây Ban Nha và theo học tại Đại học Carlos III Madrid ở Getafe, nơi cô lấy bằng thạc sĩ về thời trang.
Năm 2020, cô theo học Cao đẳng Conde Nast Tây Ban Nha ở Madrid, nơi cô lấy bằng báo chí với chuyên ngành làm đẹp, thời trang. Từ năm 2020 đến năm 2021, cô theo học ngành kinh doanh tại Đại học Deusto ở Bilbao.

## Các cuộc thi sắc đẹp

### Hoa hậu Venezuela 2018
Domínguez đã bắt đầu sự nghiệp cuộc thi sắc đẹp của mình khi đại diện cho Táchira tại Hoa hậu Venezuela 2018 và cô đạt ngôi vị Á hậu 2.

### Hoa hậu Thế giới Tây Ban Nha 2020
Domínguez tham gia cuộc thi và đại diện cho Guadalaxara tại Hoa hậu Thế giới Tây Ban Nha 2020.

### Hoa hậu Bồ Đào Nha 2021
Domínguez tham gia cuộc thi Hoa hậu Bồ Đào Nha 2021 và đăng quang trên ngôi vị Hoa hậu Hoàn vũ Bồ Đào Nha 2021.

### Hoa hậu Hoàn vũ 2021
Với tư cách là Hoa hậu Hoàn vũ Bồ Đào Nha 2021, Domínguez đại diện cho Bồ Đào Nha tại cuộc thi Hoa hậu Hoàn vũ 2021 được tổ chức tại Eilat, Israel nhưn không kết quả.